# كيل يونغ رايس
كيل يونغ رايس (بالإنجليزية: Cale Young Rice)‏ هو كاتب وشاعر أمريكي، ولد في 11 ديسمبر 1872، وتوفي في 24 يناير 1943.

## وصلات خارجية
- كيل يونغ رايس على موقع ميوزك برينز (الإنجليزية)
- كيل يونغ رايس على موقع قاعدة بيانات برودواي على الإنترنت (الإنجليزية)